# El Sauzal (ort på Kanarieöarna)
Sauzal är en ort i Spanien.   Den ligger i provinsen Provincia de Santa Cruz de Tenerife och regionen Kanarieöarna, i den sydvästra delen av landet, 1 800 km sydväst om huvudstaden Madrid. Sauzal ligger 681 meter över havet och antalet invånare är 8 172. Den ligger på ön Teneriffa.
Terrängen runt Sauzal är kuperad norrut, men söderut är den bergig. Havet är nära Sauzal åt nordväst. Runt Sauzal är det tätbefolkat, med 427 invånare per kvadratkilometer. Närmaste större samhälle är La Laguna, 9,6 km öster om Sauzal. Trakten runt Sauzal består till största delen av jordbruksmark.